# A-ma-la-bà-đề
A-ma-la-bà-đề (tiếng Anh: Amaravathi, zh. 阿摩羅婆提, sa. amāravatī) là tên một thành phố miền Nam Ấn Độ thời cổ đại, nằm bên bờ sông Krishna, thuộc quận Palnadu của bang Andhra Pradesh, Ấn Độ. Đây là trụ sở của Amaravathi mandal và tạo thành một phần của Vùng thủ đô Andhra Pradesh với trụ sở chính tại Amaravati 35 km (22 mi) về phía đông, tên này cũng được mượn từ tên của Amaravathi cổ.
Amaravathi do Raja Vasosystemdy Venkatadri Nayudu thành lập bởi vào thập niên1790 với tư cách là thủ đô mới của điền trang zamindari của ông. Ông từ thủ đô cũ Chintapalli chuyển đến để phản đối cáo buộc ngược đãi của Công ty Đông Ấn Anh. Amaravathi được đặt theo tên của Amaravati Stupa cổ, được khai quật trong quá trình xây dựng thị trấn. Nó tiếp giáp với thủ đô Satavahana cổ đại Dhanyakataka (nay gọi là Dharanikota).
Ngôi đền Amaralingeswara trong làng là một trong những Pancharama Kshetras dành cho Người theo đạo Hindu. Nơi đây cũng là một di tích lịch sử Phật giáo, thể hiện sự hiện diện của Bảo tháp Amaravati được xây dựng trong thế kỷ thứ 2 trước Công nguyên và thế kỷ thứ 3 sau Công nguyên, cũng như tượng Phật Dhyana, một bức tượng Phật lớn của thế kỷ 21 trong tư thế Dhyana. Đây là một trong những địa điểm được lựa chọn cho kế hoạch Phát triển Thành phố Di sản và Tăng cường Yojana (Heritage City Development and Augmentation Yojana - viết tắt là HRIDAY) của Chính phủ Ấn Độ, nhằm bảo tồn di sản văn hóa phong phú của Ấn Độ.
Đây là một trung tâm nghệ thuật Phật giáo quan trọng ở thế kỉ 2-3. Những di tích ở đây phản ánh lại thời gian đầu của Đại thừa Phật pháp. Sự nối tiếp giữa nghệ thuật thời Phật giáo nguyên thủy và nghệ thuật vùng Càn-đà-la (sa. gandhāra) đã gây ảnh hưởng lớn cho nền văn hoá nghệ thuật ở những vùng Nam Á, nhất là ở Thái Lan, Nam Dương (Indonesia) và Tích Lan (Śrī Laṅkā).
Di tích nghệ thuật quan trọng nhất của vùng này là một Bảo tháp (sa. stūpa) nằm ở phía Đông, theo truyền thuyết có chứa đựng Xá-lợi của vị Phật lịch sử. Việc phát hiện một trụ đá với những lời viết của vua A-dục (sa. aśoka) chứng tỏ rằng, ông chính là người thúc đẩy việc xây dựng Bảo tháp này. A-ma-la-bà-đề cũng là trung tâm của Đại chúng bộ (sa. mahāsāṅghika). Các người hành hương mộ đạo từ mọi nơi - ngay cả Hoa Thị thành (sa. pāṭaliputra) - đều đến chiêm bái trung tâm Phật học này. Tam Tạng Pháp sư Huyền Trang thuật lại rằng, trong thời hưng thịnh, hơn 20 tu viện tầm cỡ được kiến lập tại đây.

## Từ nguyên
Từ Amaravathi được dịch là nơi dành cho những người bất tử. Nơi này còn được biết đến với tên Dhanyakataka và Andhranagari.